# هاري فيرغسون
هاري فيرغسون (بالإنجليزية: Harry Ferguson)‏ وأسمه الحقيقي هنري جورج فيرغسون (25/10/1960-4/11/1884) مخترع ومهندس إيرلندي نال الشهرة لجهوده في تطوير الجرار الزراعي الحديث، وباعتباره أول إيرلندي يصنع طائرة ويطير بها.
ولدوره في صناعة أول سيارة فورمولا 1 دفع رباعي عرفت بإسمه (فيرغسون بي 99). مازال أسمه حياً من خلال شركة ماسي فيرغسون لصناعة الجرارات.
ولد في مقاطعة داون سنة 1884 لأب فلاح، بدأ مع أخيه العمل بتصليح الدراجات الهوائية والسيارات عام 1902، وخلا عمله بالصيانة بدأ ولعه بالطيران في العقد الأول من القرن العشرين وصنع مع أخيه (جو) طائرة بمحرك وطار بها في 31/12/1909 فكان بذلك أول إيرلندي يطير بطائرة وأول مواطن من رعايا يصنع طائرة بمحرك ويطير بها.
أسس شركة لتجارة السيارات والجرارات الزراعية عام 1911، ولاحظ ضعف الجرارات الزراعية التي تجر المحاريث فعمل على تطوير الجرار وأبتكر طريقة لربط الجرار بالمحراث تسمى (الربط الثلاثي النقاط) لشد المحراث بالجرار بصورة محكمة. أسس شركات متعددة لتسويق السيارات والجرارات الزراعية منها شركة (ماسي فيرغسون لصناعة الجرارات) التي ما تزال تعمل لحد الآن.
عمل على تطوير نظام الدفع الرباعي في السيارات باستخدام مركز الترس التفاضلي وهو ما أستخدم في سيارات فورمولا 1 ، سيارات لاند روفر ورينج روفر.

## وصلات خارجية
- هاري فيرغسون على موقع الموسوعة البريطانية (الإنجليزية)
- هاري فيرغسون على موقع مونزينجر (الألمانية)

- Official Harry Ferguson Memorial site
- Massey Ferguson Tractor and Combine site
- The Harry Ferguson Engineering Village at the University of Ulster, Jordanstown, N.Ireland